# ماساأكي كتو
ماساأكي كتو (باليابانية: 後藤 雅明) (مواليد 24 مايو 1994)، هو لاعب كرة قدم سابق كان يلعب كحارس مرمى.

## وصلات خارجية
- ماساأكي كتو على موقع رابطة كرة القدم اليابانية للمحترفين (اليابانية)
- ماساأكي كتو على موقع قاعدة بيانات كرة القدم.إي يو (الإنجليزية)
- ماساأكي كتو على موقع Soccerway.com (الإنجليزية)
- ماساأكي كتو على موقع عالم كرة القدم.نت (الإنجليزية)